# Troska (województwo lubuskie)
Troska (niem. Sorgau) – nieistniejąca osada położona w gminie Kożuchów powiatu nowosolskiego.

## Historia[1][2]
Były folwark wzmiankowany w 1791 roku, kiedy należał do rodziny von Abschatz und Strachwitz, właścicieli pobliskiego Radwanowa. W 1844 roku należał do rodziny Eckardt, właścicieli Radwanowa Średniego. Opuszczona w latach 80.
W pierwszej połowie XX wieku miał on około 50 mieszkańców.
Po II wojnie światowej i przyłączeniu tych ziem do Polski, zarządzenie nr 62 Prezesa Rady Ministrów z dnia 9 kwietnia 1953 r. w sprawie zmiany i ustalenia nazw miejscowości (Monitor Polski, 1953, Nr 51, Poz. 572) ustala oficjalnie nazwę tej osady na Żarów.
W latach Polski Ludowej do końca lat sześćdziesiątych XX wieku funkcjonował tutaj PGR. Potem jednak osadę opuszczono i rozebrano. Ostał się tutaj jedynie most nad rzeczką Czarna Struga.
Na południowym krańcu wioski znajdował się niewielki cmentarz.
Niecały kilometr na północny wschód od Troski istniało gospodarstwo (przedwojenny folwark) – Wolnice, które również przestało istnieć w tym samym czasie co Troska.
1 stycznia 2018 nazwa miejscowości została formalnie zniesiona.

## Położenie
Troska znajdowała się przy dopływie Czarna Struga, na południe od Zielonej Góry.